# City Tower Osaka
La City Tower Osaka (シティタワー大阪) est un gratte-ciel résidentiel construit à Osaka en 2003.
Il abrite 357 logements et a une surface de plancher de 56 456 m2.
L'immeuble a été conçu par l'agence d'architecture Nikken Sekkei.